# بارك هان يونغ
بارك هان يونغ (بالكورية: 박한용)‏‏ (13 أبريل 1951 في بوسان - 27 أغسطس 2019 ) شخصية أعمال من كوريا الجنوبية.